# Francisco Garza Gutiérrez
Francisco Garza Gutiérrez (14 de marzo de 1904 - 30 de octubre de 1965)
fue un futbolista mexicano que jugó en la posición de defensa y que participó en la Copa Mundial de Fútbol de 1930. Al término del partido contra Francia se expresó de la derrota mexicana diciendo que “El frío restó energías a nuestros jugadores” a pesar de no haber participado en el juego. Garza Gutiérrez solo vio acción en el partido contra Argentina en donde perdieron 6-3. Fue hermano menor del jugador Rafael Garza Gutiérrez, con el que ambos jugaron en el Club América.

## Participaciones en Copas del Mundo
| Mundial                        | Sede    | Resultado    |
| ------------------------------ | ------- | ------------ |
| Copa Mundial de Fútbol de 1930 | Uruguay | Primera Fase |